# Општина Ваља Киоарулуј (Марамуреш)
Ваља Киоарулуј (рум. Valea Chioarului) општина је у Румунији у округу Марамуреш.
Oпштина се налази на надморској висини од 401 m.